# Комаров (Словаччина)
Комаров (словац. Komárov) — село в Словаччині, Бардіївському окрузі Пряшівського краю. Розташоване в північно-східній частині Словаччини.
Вперше згадується у 1355 році.
В селі є римо-католицький костел з 1856 р. в стилі класицизму.

## Населення
| Рік:            | 1993 | 2003    | 2013    | 2023    |
| --------------- | ---- | ------- | ------- | ------- |
| Кількість осіб: | 396  | 404     | 425     | 462     |
| Різниця:        |      | +2,02 % | +5,19 % | +8,70 % |

| Рік:            | 2022 | 2023    |
| --------------- | ---- | ------- |
| Кількість осіб: | 451  | 462     |
| Різниця:        |      | +2,43 % |

В селі проживає 408 осіб.
Національний склад населення (за даними останнього перепису населення — 2001 року):
- словаки — 99,76 %
- чехи — 0,24 %

Склад населення за приналежністю до релігії станом на 2001 рік:
- римо-католики — 97,07 %,
- греко-католики — 1,71 %,
- протестанти — 0,49 %,
- православні — 0,24 %,
- не вважають себе віруючими або не належать до жодної вищезгаданої церкви — 0,48 %